# انگن (دوره)
انگن (به ژاپنی: 延元 Engen)، نام دوره ژاپنی در دربار جنوبی در دوره نانبوکوچو پس از کنمو و قبل از کوکوکو بود. این دوره از فوریه ۱۳۳۶ تا آوریل ۱۳۴۰ را در بر می‌گرفت. در دوره نانبوکوچو  نام دوره ها در دربار جنوبی  و دربار شمالی یکسان نبود.
امپراتورهای سلطنتی در دربار جنوبی امپراتور گودایگو و امپراتور گو-موراکامی و در شمال امپراتور کومیو در شمال بودند.